# Agustinismo político
El agustinismo político es el nombre con el que se suele identificar a la corriente intelectual de la Iglesia cristiana medieval que deroga la distinción entre el derecho natural y la justicia sobrenatural, entre lo temporal y lo espiritual, entre lo político y lo eclesiástico, entre la conducta privada y el deber público. Todo se encuentra absorbido por el ideal de una única comunidad cristiana situada bajo el condominio de dos autoridades soberanas, espirituales y temporales, los papas y los emperadores.
En cuanto al marco ideológico del planteamiento, el pensamiento cristiano en el Medioevo sigue el esquema teocrático trazado por Agustín de Hipona y persigue la transformación de la ciudad terrena en la ciudad celeste y esta, a su vez, se identifica o se confunde con la verdadera Iglesia Cristiana occidental, una institución política y administrativa. Una Iglesia dominada por una hierocracia organizada y gobernada monárquicamente por un rey de poderes plenos y absolutos: el papa.
Siguiendo a Max Weber, la religión cristiana medieval se convierte en una organización hierocrática, consistente en la actividad profesional del culto y los mitos y, en grado superior, en la salvación de las almas (confesión y consejo a pecadores). El orden sacerdotal monopolizó la concesión de la salvación, convirtiéndola en "gracia sacramental" o "gracia institucional", a la que el individuo no podía llegar por sí solo, sino que requería los ritos de la hierocracia. Ciertamente, se consideraba altamente sospechoso que el individuo o la comunidad libre buscasen la salvación por sí solos, mediante la contemplación, la orgía -desenfreno en la satisfacción de pasiones y deseos- o el ascetismo.

## La obra de Agustín de Hipona
Los romanos quedaron conmocionados por el segundo saqueo sufrido en la historia de su ciudad a manos de los visigodos. Los romanos interpretaron el saqueo como un castigo divino y lo atribuyeron a la religión cristiana y, en particular, a la prohibición del culto a los dioses.  El desconcierto que provocó la entrada de los bárbaros en la capital del Imperio Romano, donde residía el Papa, y que había sido referente del cristianismo desde Constantino I y especialmente desde Teodosio I, provocó un cuestionamiento general acerca del hecho de la desaparición de una civilización entera. Pero Agustín de Hipona, "el doctor de la gracia", contradijo aquella opinión y se propuso refutarla a través de una extensa obra de naturaleza teológica en la que trabajó a lo largo de quince años, entre 412 y 426: De civitate Dei contra paganos (La ciudad de Dios contra los paganos).
La obra es una apología del cristianismo, en la que se confronta la "Ciudad Celestial", que representa el cristianismo, y por tanto la verdad espiritual, y la "ciudad pagana", que representa la decadencia y el pecado. Agustín trató la religión de la Antigüedad como supersticiosa: por un lado, refutó que se adore a los dioses por el simple motivo de las ventajas que reporten (libros 1 a 5), y por otra parte, contradijo a los que buscan por esa misma vía la felicidad eterna (libros 6 a 10). Los libros 11 a 22 se consagran al origen y la oposición entre ambas ciudades.
El tema del Libro V, titulado El destino y la Providencia, es la verdadera felicidad consistente en "la satisfacción de todos los deseos"; felicidad que es un don de Dios, razón por la "que ningún otro dios debe ser adorado por los hombres más que aquel que los puede hacer felices". Agustín realiza un reformulación de la historia romana: atribuye los aciertos y avances a la intervención del Dios cristiano, y carga los desaciertos y fracasos al culto de los falsos dioses del templo romano. En ese contexto literario, Agustín expone acerca de la verdadera felicidad de los emperadores romanos (Capítulo XXIV) y propone a los emperadores Constantino, legalizador de la religión cristiana por el Edicto de Milán en 313, y Teodosio, responsable de establecer al cristianismo niceno como religión única y oficial de Roma por el Edicto de Tesalónica en 380, como modelos de recto gobernante (capítulos XXV y XXVI).
En el análisis de Prelot, el obispo de Hipona muestra confianza en el modelo del emperador cristiano. Se guarda cuidadosamente de identificar al Estado con la Iglesia. Discierne con claridad el carácter legítimo de las instituciones políticas. Proclama el papel que Dios ha querido atribuirles para mantener el orden y afirma la necesidad de someterse a él para obedecer los designios providenciales, incluso cuando los reyes o emperadores son apóstatas o paganos.
A partir de Agustín, la filosofía estaba subordinada a la teología. La Biblia Septuaginta era la principal fuente de conocimiento. Todo pensamiento debía someterse al "principio de autoridad" y el discurso cristiano se limita en principio a la repetición de los textos antiguos, sobre todo de los textos bíblicos. Los sacerdotes y monjes fueron los mayores productores y copistas de manuscritos (hoy llamados códices) en Occidente. Su tema era la religión: Dios como figura central, la Iglesia y las virtudes que todo creyente debía practicar. La responsabilidad sacerdotal implicaba aconsejar al rey sobre la mejor forma de actuar en su faz privada y en su faz pública para no defraudar ni ofender al Dios de la cristiandad. La principal herramienta literaria para este cometido fue el speculum princeps, en el que se mostraba un retrato ideal del gobernante con virtudes y valores cristianos como el mejor ejemplo de comportamiento a seguir.
Ahora bien, en Agustín no hay un programa político en sentido estricto, sí un planteamiento moral. Sin embargo, la cristianización del imperio y la concepción “ministerial” del poder secular en que se funda, traen aparejado la calificación del bien y del mal como virtud o como pecado. El ministerio religioso de que están investidos los reyes y los emperadores cristianos los hace caer bajo la obediencia de los jefes de la Iglesia. La Iglesia Cristiana de Occidente pasó a ocupar un importante rol político en la Europa Latina que deriva en interpretaciones disímiles de las sagradas escrituras y desviaciones doctrinarias respecto del pensamiento de Agustín.

## La desviación del pensamiento agustiniano
Con arreglo a lo enseñado por Agustín de Hipona en su Ciudad de Dios, solo había una ciudad cristiana en la que estaba incluido el mundo entero. Esta sociedad tenía, bajo Dios, dos cabezas, el papa y el emperador; dos principios de autoridad, el gobierno espiritual de los sacerdotes y el temporal de los reyes; y dos jerarquías de magistrados, pero no existía división en dos cuerpos o sociedades. No había un cuerpo que formase el reino secular y otro que constituyese la Iglesia, ya que todos los hombres estaban incluidos en ambos. El problema versaba sobre los límites propios de la autoridad en caso de controversia entre el Papa y el Emperador y sobre lo que podía legítimamente hacer cada uno de ellos dentro de los límites expresos o implícitos de su cargo.
En los días de la decadencia de Roma, Gregorio Magno había ejercido un gran poder temporal. Tanto los sínodos eclesiásticos como los sacerdotes individualmente habían seguido el precedente sentado por Ambrosio de Milán, amonestando a los reyes por su mala conducta; los obispos figuraban de ordinario entre los magnates con cuyo consentimiento se promulgaban las leyes; y los eclesiásticos habían ejercido gran influencia en la elección y deposición de los gobernantes.
Setenta años después de la muerte de Agustín de Hipona, al final del siglo V, el papa Gelasio I distingue tan claramente como aquel las dos jurisdicciones: la espiritual y la temporal. Su decretal es consistente con esa creencia: "El origen de la separación de los poderes espirituales y temporales debe buscarse en el orden mismo establecido por el divino Fundador de la Iglesia. Pensando en la debilidad humana tuvo buen cuidado de que las dos potencias estuvieran separadas y que cada una permaneciese en el dominio particular que le fue atribuido. Los príncipes cristianos deben servirse del sacerdocio en las cosas que se refieren a la salvación. Por su parte, los sacerdotes deben atenerse a aquello que los príncipes establecieron, para todo lo que se relaciona con los acontecimientos temporales, de tal forma que el soldado de Dios no se inmiscuya en las cosas de este mundo y que el soberano temporal no se meta jamás en las cuestiones religiosas".
Desde el punto de vista de Prelot, descartando toda ambigüedad y rechazando toda confusión, esa doctrina de la división de los dos poderes, en la que ni uno ni otro pueda atribuirse una fuerza preponderante y en la que cada cual se mantiene fiel a la misión que le ha sido encomendada, es la que debería llevar el nombre de "agustinismo político". Sin embargo, ese apelativo quedará reservado en la historia a la corriente de pensamiento dominante en la Baja Edad Media, que surge en el siglo XI con el papa Gregorio VII.
Pese a la interpretación del historiador Prelot, la estructura del poder político en la Europa latina, desde la elevación del cristianismo a religión oficial del Imperio, estaba enmarcada en una dualidad de poderes caracterizada por una poco clara separación de jurisdicciones entre el poder espiritual y el poder real; donde el primero tenía superioridad sobre el segundo y se mostraba como fuente de autoridad, sobre todo, tomando en cuenta las prerrogativas eclesiásticas de lectura y enseñanza como las venia legendi y venia docendi respectivamente. Ciertamente, los primeros documentos políticos del medievo lo constituyen la carta papal del año 494, remitida por Gelasio I al emperador Anastasio I, enunciando la teoría de la supremacía del poder espiritual (el Papa) sobre el temporal (el emperador bizantino) y el pequeño tratado gelasiano "De anathematis vínculo" (El vínculo de la condena).
En ese decreto pontificio, se establece que a los sacerdotes corresponde la administración de los sacramentos y a los reyes la administración de la disciplina pública. Y, si bien ambos órdenes tienen en común la fe cristiana, basado en dos relatos bíblicos de la figura de Melquisedec Gelasio sostuvo que el sacerdote tiene un peso mayor (gravius pondus) al monarca, ya que es responsable ante Dios de la conducta del rey. Asimismo, en una muestra de sagacidad jurídica, se basó en el derecho romano para establecer la distinción entre el poder de la Iglesia (auctoritas) y el del emperador (potestas), en virtud del cual la autoridad está por sobre el poder, pues establece las normas de cumplimiento obligatorio que el poder ejecuta.

### Alianza entre la monarquía merovingia y el papado
Los comienzos de esa desviación ideológica se remontan a los tiempos de Gregorio el grande, quien sigue una política ambivalente respecto a los poderes terrenales. Por un lado, el respeto debido a los poderes establecidos sobrevive al emperador Mauricio y se traduce en una actitud de cooperación con Focas. Pero por otra parte, el poder sacerdotal empieza a ejercer una influencia decisiva sobre los nuevos reinos bárbaros, débilmente institucionalizados.
Entre esos nuevos reinos se encontraba el Reino de los francos, dominado por los sucesores de Meroveo. La relación entre la autoridad secular y la eclesiástica se hizo más complicada cuando las instituciones y las doctrinas de la iglesia fueron interpretadas por los francos como una suerte de suplemento de la administración de sus tierras. La función religiosa del soberano se convertirá así, tanto para el papa como para los teólogos, en la razón de ser de la realeza. Gregorio escribe a Childeberto: "Ser rey no tiene en sí nada de maravilloso, puesto que otros lo son. Lo que importa es ser un rey católico".  Así las cosas, sucesivos papas fueron más allá de la doctrina gelasiana y afirmaron la superioridad temporal de la Iglesia.
A finales del siglo V se produjo la cristianización de los francos, mediante la conversión de su rey merovingio Clodoveo I. El reino merovingio se convirtió, a partir de la batalla de Vouillé en el año 507, en el más poderoso entre los reinos resultantes de la caída del Imperio romano de Occidente.
Desde los tiempos del papa Pelagio II, la Iglesia había cooperado con el Reino de los Francos. Los merovingios, siguiendo la tradición germánica, tenían la costumbre de dividir sus tierras entre los hijos supervivientes y, ya que carecían de un amplio sentido de la res publica (cosa pública), concebían el reino como una propiedad privada de grandes dimensiones. Esto dio lugar a divisiones territoriales, segregaciones y redistribuciones, reunificaciones y nuevas particiones, en un proceso que originaba asesinatos y guerras entre las distintas facciones.
En esa larga crónica de inestabilidad y desencuentro entre las fracciones merovingias, que surgieron a la muerte de Clodoveo -rey de todos los francos- en el año 511, emergió la figura de Carlos Martel, mayordomo de palacio, por el año 715. Martel se propuso reunificar el reino franco y la principal estrategia para consolidar su autoridad fue utilizar la religión cristiana, como una fuerza unificadora y como una disciplina para hacer frente al poder de los nobles locales de Neustria y Aquitania. En estas tierras él mismo creó una aristocracia amiga y dispuesta a ayudarlo en sus propósitos. Pero además, estableció una alianza con el papado, en gran medida para desvincular al cristianismo de la veneración a santos locales que habían contribuido a sostener a los señores regionales contrarios a su proyecto centralizador.
Las relaciones entre Martel y el papado fueron de una tensión y complejidad política solo superada por la necesidad y la conveniencia mutua. Pese a haber sido el "salvador de la cristiandad" en la Batalla de Poitiers, Martel no era totalmente aceptado en el papado por la dureza de sus medidas financieras y las recompensas a su círculo de sostenedores. Para ganarse al apoyo y afecto de los aristócratas francos que lo habían ayudado y ayudaban, Carlos Martel entregaba grandes sumas de dinero y tierras, unas provenientes de los territorios recién anexionados, de confiscaciones y también aquellas sin dueño, pero cuando no bastaban tomaba parte del patrimonio de la Iglesia, que era la mayor terrateniente del reino franco. Además comenzó a intervenir en el nombramiento de obispos y abades a favor de personas que carecían de las mínimas condiciones morales para ejercer cargos.
No obstante, el papa Gregorio III nada hizo al respecto por temor a romper las relaciones con el reino franco ya que el advenimiento lombardo representaba una seria amenaza. El rey lombardo Liutprando, aliado de Carlos Martel, atacó Roma en venganza del apoyo papal al Ducado de Spoleto. El papa Gregorio III pidió ayuda a Carlos Martel con una embajada que llegó ante el mayordomo de Austrasia, por lo que Carlos apenas mandó una legación a Roma para que garantizase un pacto de no agresión a los Estados Pontificios a cambio de que el rey lombardo pudiera ocupar Rávena; así quedó saldada una empresa que hacía peligrar la integridad del papado. Esos vínculos de necesidad y reciprocidad eran tan fuertes que, a la muerte de Martel en el año 741, el papa Zacarías aprueba formalmente la revolución dinástica llevada a cabo por Pipino el Breve diez años más tarde.

### Alianza entre Carlomagno y el papado
El 24 de septiembre de 764 murió Pipino y sus hijos Carlomán I y Carlomagno compartieron el trono durante algunos años. Aunque las relaciones entre ambos se tornaron tensas, la repentina muerte de Carlomán evitó que estallara la guerra. Carlomagno entonces reforzó las amistosas relaciones que su padre había mantenido con el papado y se convirtió en su protector tras derrotar a los lombardos en Italia en el año 774.
Carlomagno siguió movilizando el aparato eclesiástico para sostener su propia autoridad y esto significó que la conversión al cristianismo fue impuesta y hecha cumplir por la espada para lograr que la religión fuera uniforme en todo su reino. La estrategia que siguió en materia religiosa requirió, entre otras cosas, disponer de un clero culto, capaz de leer y escribir en latín. Asimismo, significaba hacer que el dogma y la liturgia cristiana abarcaran todos los aspectos de la vida, con formas rituales cada vez más complejas, que hacían hincapié en el pecado y en el papel correccional de la religión.
El reinado de Carlomagno fue el responsable de consolidar algunas doctrinas fundamentalmente agustinianas en el cristianismo de Occidente y, al hacerlo, provocó el cisma final entre Oriente y Occidente. Ciertamente, la inclusión de la cláusula filioque en el Credo de Nicea, cuya aprobación se remonta solo al Concilio de Cividale del Friuli en el año 796 o 797, es considerada por algunos autores como una medida oportunista adoptada en la pugna entre los francos y el Oriente bizantino, que llevó a tachar de herética la interpretación oriental griega de la Trinidad, en defensa de una estrategia para instituir un "Imperio Franco" como la verdadera y legítima Roma. Asimismo, para Carlomagno a finales del siglo VIII, al igual que para Agustín de Hipona en el siglo V, la cláusula filioque pudo haber tenido la ventaja adicional de avalar la doctrina del pecado original y, por ende, la necesaria obediencia a la autoridad imperante.
La estructura del gobierno carolingio fue complementada con la burocracia de la Iglesia, desde los obispos y la aristocracia del clero hasta los curas, que era concebida como medio de transmisión de la voluntad del monarca a los campesinos. El clero formaba parte, tanto como los condes, de la jerarquía política. Pero aunque el gobierno carolingio representaba una empresa conjunta de la Iglesia y el gobierno secular, estaba condenado a que con el tiempo se acrecentaran las tensiones entre ambos, precisamente porque esa empresa confirmaba a la Iglesia como poder temporal.
De todas formas, la empresa de constituir el "Santo Imperio" estaba en marcha aunque el papado y Carlomagno no hayan concebido esa empresa del mismo modo. En torno al monarca carolingio, laicos y eclesiásticos ven al rey de los Francos, señalado por Dios para dominar la barbarie, convertir a los pueblos paganos y crear entre ellos una comunidad de fe y de ley de la que surgirá una nueva Roma. Pero no se piensa en darle la corona imperial. Para Alcuino, el mundo cristiano cuenta con tres personajes providenciales: el emperador de Oriente, el Papa y el rey de los Francos. Este es el fondo más poderoso y más glorioso que los otros dos pero se contenta con el título de "patricius romanorum" o de "exarca", del que se ha servido para contener y luego aplastar a los lombardos y para colocarse como protector de la Iglesia.
Quienes rodean al Papa, aunque agradecidos de la protección que el rey franco les proporciona, no parecen muy dispuestos a concederle la dignidad imperial. Consideran suficientes los títulos mencionados, los que proceden de la misma Santa Sede; que los ha concedido, no en virtud de un precepto bíblico, sino de acuerdo a documentos históricos como la Donatio Constantini, aparecido hacia el año 750. De acuerdo con el texto de este oscuro documento, al retirarse a Bizancio el emperador, habría dado formalmente al papa todo el Occidente. Fundada o no sobre un hecho auténtico, la donatio traduce una creencia general en la que el papa Zacarías se apoya desde el 751 para negociar con Pipino el Breve, y lograr que este asegurase al Papado los territorios italianos que el Reino de Lombardía había arrebatado al Imperio bizantino, a cambio de convalidar que Pipino usurpase el trono de los Francos y derrocase a la legítima dinastía merovingia. El papa Adriano alude a ella, sin duda, en una carta dirigida a Carlomagno en el año 778.
Estas divergencias explica, según L. Christiani ("La République Chrétienne", en Chronique sociale de France, abril de 1925), la actitud de León III y la de Carlomagno en el momento de su coronación el 25 de diciembre del año 800. León III, que necesita un protector y lo ha encontrado en Carlomagno, quiere consagrarlo emperador. Pero es esencial que la iniciativa parta de él. De ahí que proceda por sorpresa. Sin preparativos y probablemente sin acuerdo, durante la Fiesta de Navidad corona a Carlomagno, a quien hizo poca gracia lo brusco del procedimiento. Eginardo, su biógrafo, afirma que "si el emperador hubiese conocido el proyecto del sumo pontifice, no habría entrado en la Iglesia ese día, aun siendo la fiesta principal del año" (Vita Karoli Magni). Más tarde, cuando en 813 Carlomagno asocia al trono a su hijo Luis él mismo entrega la corona al joven príncipe.
De hecho, el título imperial no concedió a Carlomagno ningún nuevo territorio, ningún nuevo derecho, ni siquiera sobre el Patrimonio de Pedro en el cual el Papa tenía intenciones de seguir siendo la autoridad temporal. Pero llega a ser jefe de la comunidad cristiana, de la que el Papa es jefe espiritual. No hay en ello una restauración del Imperio de los romanos, sino la creación de una sociedad político-religiosa de tipo completamente nueva, cuya concepción arranca del agustinismo político. Así las cosas, el poder carolingio, desechando definitivamente las viejas estructuras del derecho romano ausente, se convierte en un esquema de dominación con base y fines religiosos que abre intelectualmente el camino al sacerdotalismo gregoriano del siglo XI.

### Del “Siglo oscuro” a la reforma monástica
A la muerte del Papa Formoso en 896, se inicia un período de decadencia y corrupción de la institución papal en medio de las disputas tripartitas entre el rey de Italia y emperador del Sacro Imperio Romano Germánico Lamberto de Spoleto, el pretendiente al trono imperial Berengario de Friuli y el rey de la Francia Oriental y de Lotaringia Arnulfo quienes deseaban obtener el Reino de Italia. A causa de esos intereses facciosos se originó un conflicto de poderes a lo largo del siglo X que tuvo al papado como presa de disputa. Ciertamente, dada la influencia que ejercían los obispos sobre la gente de sus diócesis, los reyes pretendían tenerlos como “aliados” (pero desde su punto de vista político). Tener la posibilidad de elegirlos, (entregarles el cargo, es decir “investirlos”) prácticamente aseguraría su fidelidad.
El inicio del siglo X, el "siglo de oscuro" o Saeculum obscurum de la iglesia, coincidió con un período de violencia feudal y desorden en el centro de Italia, cuando las facciones aristocráticas enfrentadas trataron de utilizar los recursos militares del papado en apoyo de sus intereses. Durante poco más de siglo y medio, entre los años 896 y 1058, desfilaron cerca de cuarenta papas y antipapas, muchos de los cuales tuvieron pontificados efímeros o sufrieron una muerte violenta, sin dejar apenas memoria.
La Santa Sede fue cayendo en manos de las facciones de condes y príncipes, auténticos clanes nobiliarios. Con el tiempo quedó sometida al tiránico dominio de estas familias, que lograron la elección de pontífices afectos, que fueron, en su mayoría, individuos insignificantes o indignos y que hicieron descender el pontificado a los más bajos niveles que ha conocido en su historia. La corrupción llegó a tal extremo que Juan XIX estuvo dispuesto a reconocer el título de "Ecuménico" al Patriarca de Constantinopla a cambio de una importante cantidad de dinero.
Por caso, los condes de Túsculo se convirtieron en los árbitros de los asuntos políticos y religiosos en Roma, inaugurando un periodo de la historia papal conocido como "pornocracia"; una posición que mantuvieron durante un largo período. Fueron pro-bizantinos y enemigos del emperador del Sacro Imperio Romano Germánico. Muchos Papas del periodo comprendido entre el año 914 y el 1049 fueron miembros de esta familia. Sin embargo, los otones se las arreglaron para recuperar el control de la política europea del papado cuando Otón el Grande, en acuerdo con el Papa Juan XII, se atribuyó a sí mismo los derechos reales de consenso sobre la elección papal (por el que ningún papa sería consagrado hasta que su elección hubiera sido aprobada por el emperador), de representación en la misma y vigilancia sobre la ciudad de Roma a través del Privilegium Othonis firmado en dicha ciudad el 13 de febrero de 962.
Los emperadores ejercieron una influencia de gran importancia en la abolición de los escándalos que llevaron al papado a una degradación excepcional. En primer lugar, apoyaron la reforma monástica y el nacimiento de la Orden de Cluny el 11 de septiembre de 910 en Mâconnais, a través de una donación hecha por Guillermo el Piadoso. En segundo lugar, con la firma del privilegio en 962, habían desplazado a los patricios romanos de su influencia en el papado. En tercer lugar, adoptaron medidas de reforma, extendiéndolas hasta la deposición -bajo formas canónicas- de Gregorio VI y el infame Benedicto IX, que tuvo tres períodos como papa.
La Abadía de Cluny fue pensada y fundada como una congregación de monasterios sometida a la autoridad de un solo Abad; bajo una estricta adhesión a la regla monástica de san Benito establecida a principios del siglo VI y que ahora cobraba difusión. Una característica importante de su organización era la total independencia de que gozaba la congregación en la administración de sus asuntos y la elección de sus jefes. Un segundo rasgo significativo de su desarrollo fue el hecho de que a medida que se iban organizando nuevos monasterios o se iban amalgamando con ellos otros nuevos, el abad de la primera congregación continuaba teniendo el control de esas ramas. En consecuencia, los monasterios cluniacenses eran mucho más que grupos aislados de monjes. Conformaban una orden centralizada bajo el control de un solo jefe. Por encima del abad, solo reconocían la autoridad del papa.
Los cluniacenses fueron los eclesiásticos más conscientes al momento de percibir la amenaza que para el oficio espiritual representaba la mezcla del clero en los asuntos del gobierno secular. Allí nació la idea de la reforma de la iglesia y el movimiento contra la "simonía", el "nicolaísmo" y los vicios del vasallaje. La simonía o venta de los cargos eclesiásticos, era un serio mal que hacía necesaria la reforma y que estaba íntimamente conexo con el empleo de eclesiásticos en el gobierno secular. El mal consistía no solo en la venta efectiva de cargos, sino también en la concesión de ascensos en la jerarquía eclesiástica como recompensa de servicios políticos. En tanto que, a través de la práctica del nicolaísmo, los obispos casados tenían hijos y pretendían que éstos heredasen sus cargos eclesiásticos.
El otro aspecto que cuestionaban eran los abusos derivados de la feudalización de las tierras de eclesiásticos a partir de Carlos Martel. El dignatario eclesiástico, en cuanto poseedor de la tierra, debía servicios feudales y tenía, a su vez, sus vasallos propios que le debían servicios, y aunque nominalmente tuviera que prestar los servicios seculares que correspondían a su posición por intermedio de agentes seglares, sus intereses coincidían en gran parte con los de la nobleza feudal. Los miembros del alto clero, por virtud de su riqueza y su posición, tenían un profundo interés en las cuestiones de la política secular; eran magnates cuyo poder e influencia no podía pasar por alto ningún monarca. Por consiguiente, en el siglo XI, tanto por razones de corrupción eclesiástica como por razones inherentes al feudalismo, en las personas del alto clero se encontraban y se superponían las organizaciones de la iglesia y el imperio.

### La independencia de la iglesia
Aunque desde el punto de vista eclesiástico la influencia de los emperadores germánicos era preferible a las intrigas que convirtieron las elecciones papales en juguete de la política de los pequeños patricios de la ciudad de Roma, la interferencia imperial constituía una amenaza potencial a la autonomía de la iglesia en cuestiones espirituales. Al cabo de un tiempo de reformas, la injerencia germánica produjo inestabilidad en la Iglesia. El escándalo en el que se sumergió esta cuando en el año 1045 ocuparan el trono de San Pedro tres papas y que los tres vivieran, impulsó al monje Hildebrando Aldobrandeschi, que había actuado como secretario del depuesto Papa Gregorio VI, a proponerse alcanzar cierto poder dentro de la iglesia que le permitiera a la misma constituirse como un poder independiente frente a las potestades imperiales. Ingresó como monje en el monasterio de Cluny y construyó el poder suficiente para influir en la elección de tres papas, luego de los cuales él mismo fue elegido como Gregorio VII.
El primer paso para liberarse del yugo imperial es la conveniente utilización de las falsificaciones conocidas como "decretales pseudoisidorianas", conocidas desde el siglo IX. Se utilizaron con objeto de fortalecer la posición de los obispos; en particular, para protegerlos contra la deposición y la confiscación de sus bienes hechas por gobernantes seculares, y para consolidar el control sobre el clero de sus diócesis y libertarles de toda vigilancia inmediata, salvo las de sus propios sínodos. Otrora usadas para la protección de los obispos de los procedimientos criminales, disminuyendo la autoridad de control de los arzobispos y exaltando paralelamente la autoridad de los papas, en el siglo XI proporcionaron una gran cantidad de argumentos en favor de la independencia de la iglesia de todo control secular y en favor de la autoridad soberana del papa en el gobierno eclesiástico. 
El segundo paso fue aprovechar una situación de vacío de poder que se produce a las muertes del emperador Enrique III (5 de octubre de 1056) -con un sucesor que es solo un niño y una regente totalmente inexperta- y la del papa Víctor II (28 de junio de 1057) provoca que se ignoren los derechos recogidos en el Privilegium Othonis y, por tanto, que la nobleza romana vuelva a ser la institución determinante en la elección papal. Si bien en 1048 León IX, designado papa en un congreso de príncipes y obispos celebrado en Worms a conveniencia y elección de Enrique III, condicionó la aceptación del cargo de Papa a la celebración posterior de una elección canónica, es Esteban IX quien toma las primeras medidas para reformar el pontificado. Pero, enfermo de malaria, muere a los siete meses y un colegio cardenalicio dividido elige como sucesor a Benedicto X, pariente de los condes de Túsculo.
Su elección no contó con la aprobación de todo el colegio cardenalicio ya que parte del mismo, imbuidos del espíritu reformista de la Orden de Cluny, se opuso a la misma al alegar que se había producido mediante precio (simonía); por lo que los disconformes se reunieron con el cardenal Hildebrando Aldobrandeschi, que no había participado en la elección por encontrarse en ese momento fuera de Roma, y procedieron a elegir en la ciudad de Siena, en diciembre de 1058, como sucesor de Esteban IX al obispo de Florencia, Gerhard de Borgoña, quien adoptó el nombre de Nicolás II.
Tras deponer y excomulgar a Benedicto X en un sínodo celebrado en Sutri, Nicolás II fue coronado pontífice en Roma, el 24 de enero de 1059, en una ceremonia que por primera vez en la historia es similar a la de una coronación imperial. Nada más iniciado su pontificado, decidió profundizar las medidas para reformar la Iglesia que había iniciado sus predecesor y convocó un sínodo celebrado en Letrán. Allí se estableció un nuevo sistema de reglas para las futuras elecciones papales (tanto el Emperador como la nobleza romana dejan de intervenir en la designación de los pontífices), se prohibió a los sacerdotes recibir una iglesia de manos laicas y obtener cargos eclesiásticos a cambio de dinero (simonía), se ordenó la excomunión de los sacerdotes casados que no repudiasen a sus esposas y se prohibía a los laicos participar en misas celebradas por ellos.

### Alianza del papado con los normandos
La pérdida de los derechos imperiales, provocarán el rechazo del emperador Enrique IV que declarará nulos los decretos adoptados en el sínodo lateranense. Este enfrentamiento provocará que el papa Nicolás II busque nuevas alianzas para la futura lucha con el emperador. Los nuevos aliados de la Iglesia serán los normandos que, bajo la dirección de Roberto Guiscardo, se encuentran sólidamente asentados en el sur de Italia desde 1016. La alianza cristalizará en el sínodo de Melfi (1059), en el que se ceden a los normandos, como feudo papal, una serie de territorios que hasta entonces eran imperiales; a cambio, Nicolás II, obtiene el reconocimiento del principado de Benevento como territorio pontificio, recibirá un tributo y auxilio armado.
No fue esta la única causa que enfrentara al papado con el imperio, ya que también en 1059, la curia romana apoyó un movimiento revolucionario conocido, por el mercado de trastos viejos de Milán, como pataria, que obligó al arzobispo Wido de Milán, nombrado por el gobierno imperial, a renunciar a su cargo y a volverlo a recibir de manos del Papa. La disputa en torno al privilegio de la provisión de beneficios y títulos eclesiásticos será el motivo del duro conflicto que contrapuso a la Iglesia con el Imperio desde 1076 hasta 1122, conocido como "querella de las Investiduras".

## El sacerdotalismo gregoriano
En 1059 el cardenal Hildebrando había sido designado Archidiácono y administrador efectivo de los bienes de la Iglesia, posición que le permitió al líder reformista alcanzar un poder decisivo sobre el cuerpo de Cardenales que elegirían al futuro papa. A la muerte de Nicolás II, el partido reformista al interior de la Iglesia aclamó papa al cardenal Anselmo da Baggio en el sínodo de Letrán. Anselmo tomó el nombre de Alejandro II y continuó la expansión del poder del papado.
El papa Alejandro II murió el 21 de abril de 1073 e Hildebrando fue elegido pontífice por aclamación popular el 22 de abril, lo que supuso una transgresión de la legalidad establecida en 1059 por el concilio de Melfi, que había decretado que en la elección papal solo podía intervenir el colegio cardenalicio, nunca el pueblo romano. No obstante obtuvo la consagración episcopal el 30 de junio de ese mismo año.
Desde el punto de vista de Gregorio VII, el papa era señor absoluto de toda la iglesia: solo él podía crear y deponer obispos; su legado debía tener preferencia sobre los obispos y todos los demás dignatarios de la iglesia; solo él podía convocar a un concilio general y llevara a la práctica sus decretos; nadie podía anular los decretos papales y un asunto que llegase a la corte pontificia no podía ser juzgado por ninguna otra autoridad. Bajó el liderazgo de Gregorio VII, la iglesia fue el primer poder que, en el siglo XI y desde la caída de Roma, sostuvo una doctrina de la centralización de la autoridad pública frente a las influencias descentralizadas del feudalismo. Esa concepción de la autoridad eclesiástica era novedosa para la época y fue resistida por algunos obispos en la faz interna de la iglesia. Por ello, Gregorio VII prohibió la investidura de los obispos por los laicos en 1075 y, con respecto al crimen de simonía, se propuso proceder no solo contra el delincuente eclesiástico, sino directamente contra el gobernante secular, que era tan culpable como aquel.
Las palabras moderadas de los primeros tiempos de su pontificado cambian a una posición más radical en el contexto de su conflicto con el rey germánico Enrique IV. Después de haber prohibido la investidura de los obispos por los laicos y de declarar contumaz al emperador, este trató de conseguir la deposición de Gregorio VII. El papa replicó y quiso imponer el cumplimiento de su decretal con una excomunión, pero con el agregado novedoso de que un rey excomulgado, salido por este hecho del cuerpo de los cristianos, no podía conservar los servicios y la fidelidad de sus súbditos. Por esa vía el papa podría incitar a la nobleza feudal a producir disturbios facciosos en contra de un emperador renuente a cumplir sus mandatos.
La iglesia, como tribunal de conciencia, actuaba dentro de su jurisdicción al declarar legalmente nulo un mal juramento. Tenía el derecho y el deber de una autoridad espiritual de ejercer una disciplina moral sobre todos y cada uno de los miembros de una comunidad cristiana. Gregorio VII sostenía, como Ambrosio de Milán, que un gobernante secular es un cristiano y, en consecuencia, en cuestiones morales y espirituales, tiene que estar sometido a la iglesia. Pero Gregorio sostiene con claridad que la disciplina incluye el derecho de la iglesia a ser árbitro de la moral europea y que la dirección espiritual y moral no puede serle arrebatada por un gobernante que actuaba equivocadamente. La concepción gregoriana de como se debían desempeñar los eclesiásticos en la dirección de los asuntos europeos aparece expresada en las palabras que pronunció en un concilio celebrado en Roma en 1080: "Os pido, pues, santísimos padres y príncipes, que obréis de tal modo que todo el mundo comprenda y sepa que si podéis atar y desatar en el cielo, podéis en la tierra quitar y conceder a cualquiera, por sus méritos, imperios, reinos, ducados, principados, marcas, condados y las posesiones de todos los hombres... Que los reyes y todos los príncipes seculares entiendan, pues, cuánto sois y cuánto podéis y teman desobedecer en lo más mínimo los mandatos de vuestras iglesias".
Gregorio VII afirmaba que lo que pretendía era proteger la independencia de la iglesia dentro del sistema de doble autoridad establecido por la teoría gelasiana. Pero Gregorio VII no reconoce la autoridad de los reyes como legítima, como querida por Dios, sino a condición de que lo ejerzan en la iglesia para la iglesia, que sean los auxiliares, dóciles de la justicia sobrenatural, de la que el papa es defensor supremo. Si se sustrajeran a sus obligaciones se convertirían en justiciables ante el jefe de la iglesia. Así, cuando en el año 1080 Enrique IV intentó reemplazar a Gregorio por un antipapa, Gregorio apoyó las pretensiones de Rodolfo de Suabia a la corona de Enrique.
La nueva fundamentación de los poderes papales se halla en la carta que el papa Gregorio VII dirige a Guillermo el Conquistador: "Lo mismo que Dios ha dispuesto para la belleza del universo, dos luminarias más importantes que las otras, el sol y la luna... ha provisto la dirección del mundo con la autoridad apostólica y la autoridad real, cuyos deberes son distintos". Sin embargo, ratione peccati (por razón del pecado), los emperadores y los reyes dependen de los papas. Escribe el papa en su ya citada carta a Guillermo el Conquistador: "Es ley de la religión cristiana que después de Dios, la autoridad real esté dirigida por la vigilancia de la autoridad apostólica. La Escritura atestigua que la autoridad apostólica y pontificia presentará a los reyes cristianos y a todos los demás fieles ante el tribunal divino y rendirá cuenta a Dios por sus pecados".
La creencia común en que la política tiene su origen en el pecado, a veces era exagerada por Gregorio VII para presentar al gobierno como si fuese "bandidaje en gran escala". Como cuando escribe al obispo Hermann de Metz en 1081: "¿Quién ignora que los reyes y duques tuvieron su origen en quienes, ignorando a Dios e incitados por el príncipe de este mundo, o sea el diablo, han tratado, inducidos por su ciega ambición e intolerable presunción, de dominar a sus iguales, es decir, los hombres, por medio de la soberbia, la rapiña, la traición, el asesinato y casi todas las especies de crímenes?".
Esa exageración equivalía en la práctica a la pretensión de que el derecho a excomulgar comportaba el derecho a deponer y a dispensar a los súbditos del juramento de fidelidad. Así, la iglesia abandona su teoría del control papal indirecto y da impulso a una forma de "sacerdotalismo" a partir de la tesis de que según la cual la corona carece de bases sagradas y solo procede de una concesión pontificia que permite también quitarla.

### Resistencia a la tiranía y primacía papal
El intento de Gregorio VII de deponer al emperador dio por resultado que los partidarios del pontífice sostuvieran el argumento de que la autoridad del emperador es condicional y en consecuencia las obligaciones de sus súbditos no llegan a ser absolutas. La naturaleza condicional o contractual de la obligación política lo sugería también la antigua tradición transmitida por los Padres de la Iglesia, y en especial el principio de que el derecho y el gobierno deben contribuir a la justicia. En consecuencia, hay una diferencia fundamental entre un verdadero rey y un tirano, lo que implica que hay condiciones en las que está justificada la resistencia al tirano.
Esa posición es defendida por el erudito escolástico Manegold de Lautenbach en su Liber Ad Geberhardum (escrita entre 1080 y 1085). Su argumento es que el mal de la tiranía es mayor en la misma proporción en que es venerable la verdadera monarquía. Pero la esencia de esta es el cargo y no la persona; de ahí que el derecho del individuo a ocuparlo no puede ser absoluto. Manegold utilizó este principio para demostrar que la deposición podía estar justificada cuando un rey había destruido aquellos bienes para la conservación de los cuales estaba instituida su magistratura.
La disputa de las investiduras continuó mucho tiempo después de la muerte de Gregorio VII, en 1085. El conflicto se cierra con la firma del Concordato de Worms, celebrado entre el emperador Enrique V y el papa Calixto II. En ese contexto, Honorio de Augsburgo escribe una obra de gran influencia en los años siguientes para la literatura política medieval: la Summa gloria de Apostolico et Augusto. Realizada hacia el año 1123, es el primer escrito en el que se sostiene de modo definido que la autoridad temporal deriva de la espiritual y hace referencia a las disputas entre el imperio y el papado: como el sol es superior a la luna y el espíritu al alma, así el sacerdocio es superior al imperio. Su prueba principal deriva de una interpretación de la historia hebrea de que no existió poder regio hasta la coronación de Saúl y que este fue ungido por Samuel, que era sacerdote, ya que los judíos habían estado gobernado por sacerdotes desde la época de Moisés. De modo semejante, sostenía que Cristo había instituido el poder sacerdotal en la Iglesia y que no había existido rey cristiano hasta la conversión de Constantino. Por consiguiente, fue la iglesia la que instituyó la monarquía cristiana para protegerla de sus enemigos. Junto con esta teoría, tergiversó los términos conocidos de la Donatio Constantini e interpretó a la misma como abandono de todo poder político en manos del Papa. Según Honorio, los emperadores, desde Constantino en adelante, tenían su autoridad imperial por concesión pontificia. Paralelamente a esta afirmación, sostuvo que los emperadores debían ser elegidos por los papas, con el consentimiento de los príncipes. No obstante su encuadramiento en el agustinismo político más extremo, también sostuvo que en materia estrictamente secular los reyes debían ser obedecidos por los sacerdotes.

## El derecho de la Iglesia a emplear los ejércitos seglares
En el siglo XII, el impulso de los cluniacenses, adalides de la iglesia durante el período gregoriano, había decrecido. Acusada por su enriquecimiento y un poder temporal excesivo, la orden de Cluny pierde su influencia espiritual, cuando eclosionan nuevas órdenes inspiradas en un idealismo de pobreza y austeridad: Camáldula, Cartuja y Císter. La defensa de la fe cristiana se había convertido, desde la primera peregrinación armada a Tierra Santa, en guerra contra los musulmanes. Se habían fundado órdenes militares para proteger los templos, los monasterios y a los creyentes en los territorios del Reino de Jerusalén. Mientras tanto, una nueva doctrina herética, la de los cátaros, se estaba propagando. Cuestionaban la Potencia divina —al defender el dualismo que propone que el bien y el mal son dos entidades distintas y antagónicas— y predicaban la salvación mediante el ascetismo y el estricto rechazo del mundo material, percibido por los cátaros como obra demoníaca. Mantener el rol de la iglesia en la comunidad cristiana, como se daba desde Gregorio VII, requería una autoridad papal dispuesta a hace uso de la espada en defensa de la iglesia.
La idea de la espada (gladius) fue muy empleada en el mundo jurídico romano para referirse al poder coactivo: "Imperio es tener potestad de espada (habere gladii potestatem) para castigar a los hombres facinerosos, el cual también se llama potestad" (Ulpiano, Digesto, II, 1, 3). Luego, con la cristianización de los guerreros francos, los dos poderes universales del Papa Gelasio I se convierten alegóricamente en dos espadas en el pensamiento de Alcuino de York; quien, en una carta a Carlomagno del año 798, sostuvo que "las dos espadas tienen significados diferentes" (Monumenta Germaniae Historica, Epistolae IV, 205/6).
En el siglo XI, el monje reformista Pedro Damián quería producir cambios profundos en lo que él consideraba como la estructura corrompida de la Iglesia y juzgaba necesaria la cooperación del poder secular. En ese contexto, "inventó" la alegoría de las espadas aplicable a los poderes en el párrafo que se transcribe de uno de sus sermones: "Es bueno, si la espada del reino se une a la espada del sacerdocio, para que la espada del sacerdote suavice la del rey y la del rey active la del sacerdocio" (In dedicatione ecclesiae, Sermón 69). Pero la corriente extrema de los reformadores se apodera de la iglesia bajo el liderazgo del cardenal Odo de Lagery (elegido papa bajo el nombre de Urbano II) y surge una nueva dinámica: la iglesia pasa de defender la fe a combatir por la fe. Ese cambio de posición modificó la interpretación tradicional de la alegoría de las dos espadas.
Ya en el siglo XII, la interpretación armónica fue defendida por Godofredo de Vendôme, un abad benedictino y canonista, muerto en 1132, quien en tiempos de la "querella de las investiduras" reiteraba: "Quiso el buen Señor y Maestro nuestro, Cristo, que haya una espada espiritual y otra material para defender a la Iglesia. Por tanto, si una es obstruida por la otra, esto va contra la voluntad de Cristo. Cuando uno de los dos, el reino o los sacerdotes, es atacado por el otro, ambos corren peligro". Pero en el contexto de la "guerra justa" que promueve el primer papa cisterciense Eugenio III, con motivo de las expediciones militares a Tierra Santa, se replantea la antigua fórmula gelasiana, con base en una tergiversación de las palabras citadas en Lucas 22:38: "Señor, aquí hay dos espadas". Esa cita fue reinterpretada a la luz de tres cartas paulinas: "(…) pero si obras el mal, teme, pues no en vano lleva la espada, pues, el servidor de Dios para hacer justicia y castigar al que obra el mal" (Epístola a los romanos 13:4); "Tomad, también, el yelmo de la salvación y la espada del Espíritu, que es la palabra de Dios" (Epístola a los Efesios, 17).
El predicador y antiguo superior de Eugenio, Bernardo de Claraval fue el primer escritor que reformuló los términos de la alegoría de las dos espadas a los tiempos de combate; y en ocasión de la llamada "segunda cruzada", en la Carta CCLVI al papa Eugenio, afirmó claramente: "Ya que el divino Salvador sufre de nuevo, por decirlo así, en los mismos lugares donde le martirizaron los judíos, es preciso que echemos mano a aquellas dos espadas con que Pedro contaba en la moche del prendimiento del Señor. Pero ¿quién las sacará de la vaina si no las desenvaináis vos? En la potestad de Pedro está el desnudar estas dos espadas, una con solo un movimiento de su cabeza, la otra echando mano al puño del estoque. De la que parecía que había de hacer menos uso le dijo el Señor ‘Vuelve tu espada a la vaina’. Luego era suya; reparad en ello: solo que no la había esgrimido por su propia mano". De esa forma, la nueva fundamentación de los dos poderes resultaba más adecuada a los "nuevos tiempos", en los que la represión de las herejías, las conquistas para la fe y las peregrinaciones armadas se volvieron una empresa bélica.
Eugenio y Bernardo mantenían frecuente correspondencia entre sí y, a petición de Eugenio, Bernardo escribió un tratado sobre las obligaciones de ser papa: De Consideratione ad Eugenium Papam. La obra se divide en cinco libros: el primero lo escribió en 1149, el segundo en 1150, el tercero después del desastre de la cruzada en 1152 y los dos últimos a continuación. Es su tratado más conocido y aunque lo escribió para el papa Eugenio, en la práctica, lo estaba haciendo también para todos los papas posteriores.
Sobre los poderes del papa, le escribió defendiendo la supremacía del poder espiritual y el derecho de la Iglesia a emplear los ejércitos seglares. Se basaba en las palabras que los apóstoles dijeron a Jesús cuando lo apresaron, recogidas en el Lucas 12:38, que él interpretó para fundamentar de nuevo la utrumque gladium ("doctrina de las dos espadas"), presente en el pensamiento cristiano desde los inicios de la Edad Media:

El que diga que la espada no es del papa, no me parece que escucha con bastante atención la frase del Señor, que declara: "Enfunda tu espada". Esta es de Pedro y sus sucesores y no debe ser desenvainada más que por roden suya, aunque él no deba usarla por su propia mano.
De consideratione

El tema permaneció vigente entre los Papas más significativos del sacerdotalismo del siglo siguiente, notoriamente influidos por su formación canonista. De este modo convirtieron al Papa en el supremo gobernante (imperium) en cualquier decisión que afectase a la Christianitas; oscureciendo así el acuerdo logrado por el concordato de Worms de 1122.

### ElPolicraticusde Juan de Salisbury
Juan de Salisbury legó a la posteridad el más importante tratado de teoría política de la Edad Media, el más importante antes del redescubrimiento de la Política de Aristóteles, a pesar de que Salisbury conserve la subordinación del poder laico al eclesiástico: el "Policraticus, rive de nugis curalium et vestigiis philosophorum".
Salisbury se había educado en París y la Escuela de Chartres y, recomendado por Bernardo de Claraval, entró al servicio del arzobispo Teobaldo de Canterbury en 1154. Portador de un amplio nivel de conocimientos para la época sobre los preceptos del Código de Justiniano y del derecho canónico, su pensamiento siguió las concepciones políticas inspiradas por la corriente reformista más radical de la iglesia.
El Policraticus retoma la “Epístola a los Romanos”, Capítulo XIII, y a partir de ahí fundamenta su esquema teórico. Existe un orden superior, establecido por el propio Dios, vinculante para todos, débiles o poderosos. Pablo de Tarso, en sus cartas, había caracterizado a la Iglesia como el cuerpo de Cristo y el saresberiense desenvuelve sus ideas sobre el cuerpo social apoyándose en una metáfora del organismo, tomada de un escrito de Pseudo Plutarco, que no se volvería a citar nuevamente. Juan se muestra siempre preocupado por resaltar la necesidad de establecer un vínculo ético entre las personas y su lugar en el cuerpo social. Dios creó el mundo para cada persona pueda participar de su perfección de acuerdo a sus posibilidades. La ley de Dios para el mundo es la regla de equidad: justicia proporcional y distributiva. Por eso, se debe obedecer al príncipe, expresión de la bondad e intérprete de la justicia divina, puesto que es el ministro de Dios en la Tierra; pero, aquel debe servir y amar al pueblo, pues toda la plenitud de la ley reside en el amor.
Con respecto a las relaciones entre Iglesia y sociedad, Juan no pensó en un desacuerdo entre ambas. Entiende que del mismo modo que el cuerpo está gobernado por el alma, así también aquellos que tiene la función de enseñar la práctica de la religión deben cumplir la función de ser el alma del cuerpo social. Abogó por la sanción más severa posible para los crímenes de Lesa majestad, planteado como un delito político contra el pueblo, el príncipe o la iglesia.
El príncipe del Policraticus posee un derecho legítimo para sancionar, incluso con la muerte. Usando el ya impuesto símil de las dos espadas, Salisbury sostuvo que el príncipe (la cabeza) recibe la espada de manos de la Iglesia (el alma del cuerpo social), para que desempeñe todas aquellas funciones que resultarían indignas de un eclesiástico y escribió: "Esta espada, pues, la recibe el príncipe de manos de la Iglesia, ya que esta no tiene ninguna espada de sangre en absoluto. Posee, sin embargo, esta, pero usa de ella a través de la mano del príncipe, a quien dio la potestad de la coacción corporal, reservándose para sí la potestad de lo espiritual en la persona de los pontífices. Es, pues, el príncipe ministro del sacerdocio y ejerce aquel aspecto de los sagrados oficios que parece indigno de las manos del sacerdocio. Porque todo oficio dependiente de las leyes sagradas es religioso y piadoso y tiene categoría inferior aquel que se ejerce en castigo de los delitos y representa de algún modo la imagen del verdugo" (Policraticus, Libro IV, Capítulo 3).
De gran originalidad e importancia es su doctrina sobre el príncipe y el tirano, las diferencias entre ambos y el sometimiento a las leyes como elemento fundamental del gobierno del príncipe, influenciado por las ideas de Ambrosio de Milán e Isidoro de Sevilla. El príncipe es proclamado como un cúmulo de virtudes, de cualidades cristianas como el respeto a la ley y a la equidad, mientras que el tirano es aquel que ha asumido el poder de forma violenta y lo ejerce de la misma manera, se caracteriza por sus connotaciones negativas, siendo incluso comparado con Lucifer (Policraticus, Libro VIII, Capítulo 17).
El saresberiense argumentó que el monarca tenía cuatro responsabilidades: reverenciar a Dios, adorar a sus súbditos, ejercer la autodisciplina e instruir a sus ministros. Si el príncipe se mantiene fiel a esas virtudes y se subordina a la iglesia, el cuerpo social mantendrá su deber de obediencia a la cabeza (el príncipe): "Para mí, estoy satisfecho y persuadido de que los hombros leales deben mantener el poder del gobernante; Y no sólo me someto a su poder con paciencia, sino con placer, siempre y cuando se ejerza en sujeción a Dios y sigue sus ordenanzas. Pero por otro lado si se resiste y se opone a los mandamientos divinos, y desea hacerme participar en su guerra contra Dios; Entonces con voz sin restricción respondo que Dios debe ser preferido ante cualquier hombre en la tierra. Por lo tanto, los inferiores deben unirse y unirse a sus superiores, y todos los miembros deben estar sujetos a la cabeza; Pero siempre y sólo bajo la condición de que la religión se mantenga inviolada".
Salisbury condenó la tiranía del príncipe que lleva a los súbditos a participar "en su guerra contra Dios" porque "Dios debe ser preferido ante cualquier hombre en la tierra". En la mente de Salisbury, un tirano pone un pobre ejemplo para su pueblo y puede alejarlos de Dios. Su ejemplo fue el emperador romano Juliano el Apóstata, quien intentó restaurar la religión pagana de Roma. En este caso, Salisbury argumentó que matar a un regente, cuando todos los demás recursos estaban agotados, no solo era justificable sino necesario, y llamó a un tirano una "imagen de depravación... [que] brota del mal y debería ser Cortado con el hacha donde quiera que crezca" (Policraticus, Libro VIII, Capítulo 21). Esta puede ser la primera defensa del tiranicidio en ser escrita después de la Antigüedad.
La ley es solo ley si ha sido formada con voluntad de equidad y justicia. Y la equidad divina exige igual tratamiento en iguales circunstancias, de modo que sea dado a cada uno su merecido. Es verdad que los aduladores sostienen que el rey no está sujeto a la ley, pero eso no pasa de adulación, porque no corresponde a la verdad: el príncipe o rey también está sometido a la ley. La autoridad del príncipe deriva de la autoridad del derecho. Y esa es la razón por la que el príncipe no se puede volver en contra de la ley, so pena de transformarse en un tirano, tornando lícito para sus súbditos o sus enemigos externos el tiranicidio. En este aspecto, las fuentes de la teoría expuesta por el teólogo inglés son Cicerón, Séneca y algunos textos poéticos. La base de la teoría es el concepto estoico de la ley natural como norma universal y perpetua a la cual se someten todas las cosas.

## Laplenitudo potestatis
En los últimos años del siglo XI, la Iglesia atravesaba por otro período complejo. En ese contexto, el 8 de enero de 1198 fue elegido papa el cardenal Lotario dei Conti di Segni bajo el nombre de Inocencio III. Por su procedencia noble (su padre fue el conde Trasimundo de Segni), sus estudios de teología y su formación jurídica, Inocencio se propuso acrecentar el poder temporal de la iglesia. Así, consideró que la Iglesia Católica tenía plenitudo potestatis ("plena potestad") sobre toda la cristiandad, basándose en el texto de Mateo 16:19, en que Cristo confiere las llaves del reino de los cielos a Pedro; afirmó la plena soberanía de la Iglesia incluso sobre el Emperador. Se reservaba Inocencio III intervenir en política cuando, a su juicio, hubiera ratione peccati ("razón de pecado") en el actuar de los príncipes, puesto que éstos estaban para velar solo por el bienestar físico de sus súbditos, mientras que el papa estaba para velar por la salvación de las almas, empresa esta más valiosa que la primera en términos morales.
Para demostrar este ideario en signos prácticos de poder, Inocencio III sustituyó el título tradicional del papa de "vicario de Pedro" por el de "Vicario de Cristo", afirmando así su autoridad soberana absoluta —su plenitudo potestatis— sobre la Cristiandad. Las ideas de Inocencio sobre la autoridad universal del Papa se vieron reflejadas a la muerte del emperador Enrique VI, en el decretal de 1201 sobre la elección del sucesor al trono imperial. Inocencio retomó las palabras que dijo Gregorio VII a Guillermo el Conquistador, aclarando que con el Sol "que preside el día" y la Luna "que domina las noches", Dios ha instituido dos grandes dignidades "en el firmamento de la iglesia universal (...) la más grande, que reina sobre las almas, que son como los días, y la más pequeña, que domina los cuerpos, que son como las noches: la autoridad pontificia y el poder real... Así Italia, por una disposición divina, ha obtenido el principado sobre todas la provincias... Ahí se encuentra el fundamento de la religión cristiana y ahí reside conjuntamente el principado del sacerdocio y del poder real".
Sostenía que el Imperio procedía de la Iglesia no solo "principaliter" (en su origen), sino también en sus fines ("finaliter"); por lo que, a pesar de que los príncipes electores alemanes tenían el derecho jurídico a nombrar un nuevo Emperador, Inocencio impuso su autoridad pontificia para autonombrarse como árbitro y calificador de los pretendientes al trono: "La coincidencia en Roma de la sede de ambos poderes tiene por causa la primacía de la sede apostólica, que estaba ya establecida allí. Es el Papa, jefe de la iglesia, quien ha reclamado un defensor, quien le ha concedido el título imperial y quien supervisa la elección de sus sucesores. Pertenece a la sede apostólica ocuparse con celo y con prudencia del advenimiento del Imperio Romano, porque el Imperio, ya es sabido, no en su principio y en su fin: en su principio porque el Imperio fue transferido de Grecia por y para la Sante Sede; por ella, porque fue la autora de ese traslado y para ella con el propósito de estar mejor protegida; en su fin, porque el emperador es elevado a su posición por el Papa que lo bendice, lo corona y lo inviste con el Imperio".

### Controversia entre el papado y el reino de Francia
Desde el inicio del reinado de Felipe el Hermoso se habían producido conflictos entre los señores eclesiásticos y los oficiales reales por el cobro de impuestos sobre los hombres y las tierras, que en general se resolvieron en favor de la jurisdicción real, a pesar de las protestas de los obispos y del Papa. Sin embargo, el día de Nochebuena de 1294 el cardenal presbítero de San Silvestre y San Martín Benedetto Gaetani asciende al Pontificado bajo el nombre de Bonifacio VIII y de inmediato se propuso hacer valer su plenitudo potestatis sobre los reyes. En 1296 promulgó la bula Clericis laicos en la que prohibía a los soberanos cualquier exacción fiscal sobre el clero sin autorización pontificia, bajo pena de excomunión.
Felipe, por su parte, "para cubrir las necesidades del reino", respondió prohibiendo la salida de oro y plata del reino al exterior y restringió el derecho de residencia y de comercio de los extranjeros en Francia, impidiendo que los bancos florentinos establecidos en Francia pudiesen transferir cuantiosas sumas al papa. El papa, en actitud de venganza política, el 20 de septiembre de 1297 publicó la bula Ineffabilis amoris dulcedine en la que, manteniendo el núcleo de lo que había dicho, amenazaba con sublevar a los enemigos del rey y se quejaba de los consejeros del monarca.
El breve período de tensión con el rey Felipe que pronto se solucionó mediante un compromiso. Bonifacio VIII, que entonces tenía otras preocupaciones como los conflictos con los aragoneses de Sicilia y los Colonna, se encontraba en problemas financieros y buscó una salida diplomática. Permitió que el rey pudiera imponer tributos al clero para la defensa del reino, siempre que hubiere formulado la solicitud y la autorizase las Sede Apostólica. La siguiente medida, a través de la bula Romana mater del 7 de febrero de 1297, permitió al clero hacer donaciones voluntarias al rey. A ello se agregó la bula Noveritis nos del 30 de julio, en la que limitaba el alcance de la anterior Clericis laicos, ya que no se aplicaba a los impuestos que los eclesiásticos aceptasen, ni suprimía los deberes feudales, ni se aplicaba a los clérigos que no vivían como tales, pero si permitía al rey de Francia -o al consejo real en caso de que ese fuese menor de edad- adoptar medidas tributarias necesarias en caso de urgencia.
La tensión se había aplicado, a pesar de las encendidas proclamas del conde Guido de Flandes cuyos representantes, en medio de su guerra con Felipe en 1298, llamaron al papa "souverain du Roy de France en espirituel et en temporel" y, al año siguiente, "juez de todas las cosas temporales y espirituales". Ni siquiera reanimó el conflicto la voz del cardenal franciscano Matteo d'Acquasparta proclamando, al inicio del 1300, que la autoridad del sumo pontífice es tal que se extiende de hecho a quienes no son cristianos, por cuanto es soberano de todas las cosas temporales y espirituales.
El monarca capetino seguía precisando más financiamiento para sostener su guerra con el rey inglés Eduardo e impuso nuevos impuestos. Si bien algunos clérigos juzgaron conveniente la medida, otros se opusieron e iniciaron una campaña en contra de la causa del monarca franco. Entre éstos se encontraba el obispo de Pamiers Bernard Saisset, amigo personal de Bonifacio VIII y quien no perdía oportunidad para hablar mal del rey Felipe IV.
A finales del verano de 1301 la detención del obispo Saisset por orden del rey bajo la acusación de traición desencadena un grave conflicto con el Papa, porque la detención constituía una clara violación de los privilegios eclesiásticos, ya que únicamente el Papa podía juzgar a un obispo. El motivo inmediato del arresto fue forzar a una solución del conflicto por la jurisdicción de Pamiers que enfrentaba al Conde de Foix, que tenía el apoyo del rey, y a la Iglesia local que contaba con la intervención del Papa que había puesto esa diócesis bajo su protección directa. Sin embargo, el objetivo último del monarca capetino era arrancar a Bonifacio VIII el reconocimiento de la jurisdicción suprema del rey sobre todos sus súbditos, incluidos los miembros de la alta jerarquía eclesiástica local, es decir, un reconocimiento de la superioridad absoluta del rey sobre el Papa en el interior de su reino.
Como represalia, el 4 de diciembre de 1301 Bonifacio promulgó la bula Salvator mundi revocando todos los privilegios impositivos concedidos a la Corona francesa y prohibía al clero local el pago de cualquier tributo. Al día siguiente, emite otra bula, Ausculta fili charissime (Escucha, hijo), en la que reprueba al rey francés por no haber tomado en cuenta otra bula, la Clericis laicos sobre los impuestos a los clérigos, y por no obedecer al obispo de Roma.
Cuando la bula Ausculta fili llegó a la corte francesa, el canciller capetino Pierre Flotte la hizo quemar y la sustituyó por una apócrifa titulada Scire te volumus. En esta se afirmaba que el papa ejercía el poder temporal sobre el rey y todos los franceses. Así, Flotte la hizo distribuir por el todo el territorio francés con el propósito de mover a la opinión pública en contra del Papa. A su vez, Felipe acusa de herejía al papa ante la reunión de los representantes del clero y de la nobleza y por primera vez de la ciudad de París, lo que constituye el nacimiento de los Estados Generales de Francia en abril de 1302, y además convoca un concilio general para juzgarlo durante el mes de junio. Las reuniones concluyeron con el envío de cartas de protestas al Sacro Colegio.
En el Consistorio de Anagni, 25 de junio, fueron recibidos los embajadores del rey de Francia. Habló el cardenal Matteo d'Acquasparta e hizo una distinción: el papa tiene una jurisdicción sobre el poder temporal, la ratione peccati. Después habló Bonifacio VIII y dijo que el rey, como fiel, tiene que estar sometido cuando hay cuestiones de pecado.
El canciller Flotte moriría en la batalla de Cortrique el 11 de julio de ese año, en medio del malogrado intento del rey capetino por someter al Condado de Flandes. El hecho sería visto como la oportunidad para un cambio de política por parte del monarca capetino por parte de los cardenales, quienes el 26 de julio se dirigieron en una carta a los nobles del reino denunciando la falsedad de la bula Scire te volumus y acusando de su autoría al fallecido canciller.
Tras la muerte de Flotte, Guillermo de Nogaret se convirtió en consejero principal del rey, confirmando la posición mantenida hasta ese momento. El papado respondió con la bula Unam Sanctam el 18 de noviembre de 1302, la que fue, tal vez, la expresión más radical del cesaropapismo en un documento oficial.
El propósito de la bula se asentaba sobre dos principios fundamentales: 1) el papa es supremo en la Iglesia y la sujeción a él es doctrina necesaria para la salvación, 2) hay dos espadas (la espiritual y la temporal), pero ambas están en la potestad de la Iglesia, "Una por mano del sacerdote, otra por mano del rey y de los soldados, si bien a indicación y consentimiento del sacerdote". Los argumentos se apoyan en la interpretación medieval de varias figuras bíblicas populares en la época: la esposa del Cantar de los cantares (6:8), la unión espiritual de la Epístola a los Efesios (4:5), una analogía entre la Iglesia y el Arca de Noé en el Diluvio universal, el pedido de socorro a Dios del Libro de los Salmos (21:21), la túnica de cristo, el primado de Pedro y su martirio y el rebaño de gentiles en el Evangelio de Juan (19:23, 21:17, 10:16 respectivamente), el hombre espiritual de la Primera epístola a los corintios, la piedra fundamental de la Iglesia en el Evangelio de Mateo (16:19), la resistencia a Dios en la Epístola a los romanos (13:2) y el origen de la creación del Génesis (1:1).

## Tomás de Aquino: la cristianización de Aristóteles y la ley natural

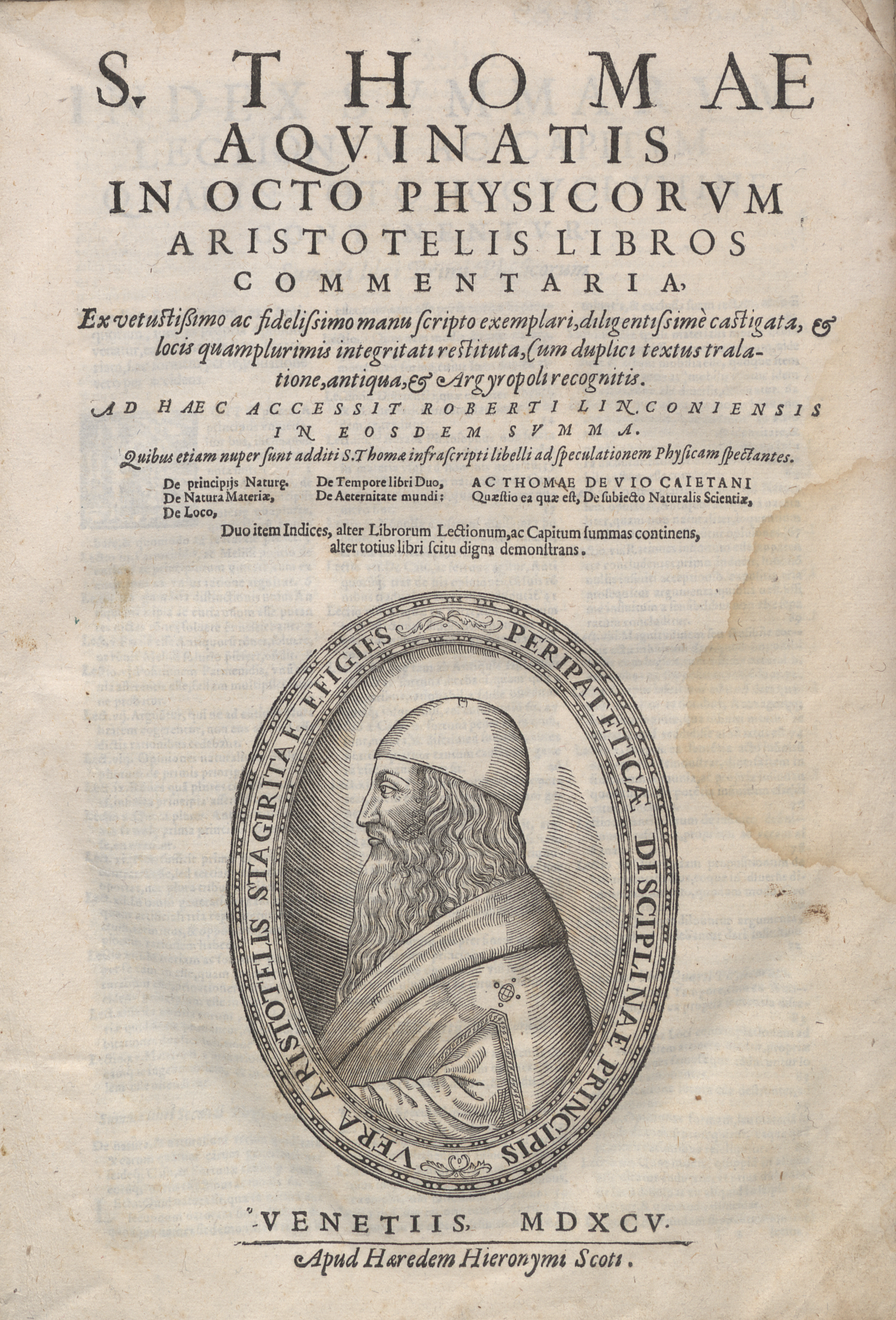
Super Physicam Aristotelis, 1595

El problema central de la iglesia medieval con el pensamiento aristotélico, radica en la distancia ideológica de la teoría política del estagirita respecto a la doctrina del pecado original del sacerdotalismo gregoriano. El fundamento de las relaciones humanas y los vínculos de dominio de unos hombres sobre otros, de acuerdo a la visión teológica del gobierno, se basaba en el hecho de que el pecado hacía de la ecclesia el ámbito en el que los hombres se reúnen en este mundo en búsqueda de su salvación. Pero desde la perspectiva aristotélica, las relaciones de dominación no tienen su origen en un dato de la historia de la salvación, sino en la politicidad, impulso natural que mueve a los hombres a reunirse en la polis en búsqueda de su felicidad, posible en este mundo.
Así, la polis aristotélica -o la civitas- se erigía como sustitutiva de la ecclesia, como un nuevo ámbito de relaciones humanas que dejaban de ser pensadas como posibles dentro de una comunidad de origen sobrenatural. En lo sucesivo, los vínculos humanos serían colocados en una comunidad natural. De esta manera, quedó planteada la idea de la naturaleza como un orden independiente, con fines propios y con leyes concebidas para alcanzarlos, quitando la política del ámbito de la eclesiología.
En ese contexto aparece Tomás de Aquino, cuyos estudios y obras literarias, que son ante todo teológicas y filosóficas, abarcaron el orden político. El aquinate se centró en el estudio de las funciones del regnum, las leyes humanas y la propiedad privada en torno a la noción de ley natural. Sus rationes rerum civilium (teorías políticas) se hallan dispersas en cuatro obras: el opúsculo De regimine Iudaeorum (El Gobierno de los Judíos), dedicado a la Duquesa de Brabante y escrito entre los años 1261 y 1272; otro opúsculo inacabado, De regno, Ad regem Cypri (Del reino, para el rey de Chipre), probablemente dedicado al rey de Chipre Hugo II de Lusignan y escrito entre los años 1265 y 1267; un comentario parcial de Política de Aristóteles, Sententia Libri Politicorum; y el tratado de las leyes comprendido en la Secunda Secundae de la Summa Theologiae (Suma teológica), escrito entre los años 1265 y 1274.
La filosofía política de Aristóteles, tal como fue adaptada por Tomás de Aquino, proporcionó el marco conceptual para situar al gobierno civil en un orden cósmico mayor, de modo que reinara un clima de concordia entre el poder espiritual de la Iglesia y el poder temporal representado por los príncipes de los distintos reinos terrenales. De acuerdo al aquinate, todo el conocimiento humano forma una sola pieza conformado por tres partes (ciencia, filosofía y teología) que no se encuentran en oposición ni buscan propósitos contrapuestos, sino que se complementan. Esas tres partes siguen un orden de jerarquía desde el más ínfimo de los seres hasta el único perfecto y completo que es Dios: están las ciencias particulares, cada una de las cuales tiene un objeto particular; por encima de ellas, está la filosofía, una disciplina que trata de formular los principios universales de todas las ciencias por medio de la razón, mientras que en la culminación del sistema se encuentra la teología. Basada en la revelación de Dios, la fe es la realización plena de la razón.
Ese esquema de conocimiento constituye un orden cósmico que se estructura según cuatro formas de razón orientadas a un mismo fin: la ley eterna (representa los principios de un orden cósmico gobernado por Dios), la ley natural (aquel aspecto de la regulación divina al que la razón humana puede acceder y es común a toda la humanidad), la ley divina (dirigida a la vida eterna y a la relación de la humanidad con Dios, es un don de la gracia de Dios más que un descubrimiento de la razón natural) y la ley humana (la convención humana capaz de complementar o modificar en sus aspectos secundarios a la ley natural).
El orden político está inserto en el orden eterno y universal de la creación y la ley humana no es más que una participación en la ley eterna, pues todo el conjunto del universo está regido por la razón divina que tiene el carácter de ley.
La ley natural se asienta en la razón natural, aun sin ayuda de la revelación divina, y está presente en todos los hombres (cristianos o paganos). Esa razón natural se manifiesta en la inclinación a buscar el bien y evitar el mal, a obtener y conservar en la existencia terrenal y pecadora cierto grado de seguridad y comodidad materiales para la suficiencia de la vida; siempre y cuando la multitudo se someta a algo por lo que se rija la mayoría (el gobierno del príncipe), para evitar su dispersión en muchos núcleos sin llegar a un fin común.
El gobierno temporal no depende del cristianismo, es un orden natural que tuvo que haber existido antes de la "Caída del hombre", aunque la propensión de los seres humanos al pecado haya requerido la coerción a fin de mantener la paz y el orden de un modo que no era preciso en la condición anterior a la expulsión del paraíso. La caída no significó la pérdida de la razón natural, sino únicamente la pérdida los dones preternaturales de la inmortalidad y la exención del sufrimiento. Y si bien los seres humanos son capaces de elegir no actuar conforme a los principios de la razón, ello solo significa que también son capaces de ordenar sus vidas y sus acciones a la búsqueda de la felicidad o la dicha (beatitudo) de acuerdo a esos mismos principios. El orden político temporal, dirigido hacia el bien común, es el medio con el que puede conseguirse ese fin.
Con independencia de que ese gobierno temporal sea encabezado por un cristiano o un pagano, "todo lo que se halla ordenado a un fin avanza unas veces rectamente y otras no; por ello la sociedad en ocasiones es bien dirigida y en ocasiones mal. Cada cosa está bien regida cuando se la conduce al fin que le conviene". De esa manera, los súbditos cristianos de un príncipe pagano no estarían dispensados de obedecerle, si cumpliera con los principios de la ley natural. En ese orden de ideas, la Iglesia puede -con razón- dispensar a los súbditos de obediencia a un príncipe hereje que busca su bien individual; en cuanto la herejía es una desviación sobre el contenido de la fe, que se manifiesta en la falsificación de la verdad de la que depende la salvación. Sin embargo, la Iglesia no podría hacer lo mismo con un príncipe pagano que cumpliera con los preceptos de la ley natural.
El concepto de la ley natural fue un constructo intelectual tomista que serviría para negociar los límites entre la ley divina y la ley humana, sin menoscabar la integridad y la autoridad del poder eclesiástico y el poder civil. La ley humana deriva de la natural, a la cual complementa de una forma más específica (regula la vida de una sola especie de criaturas) y efectiva (tomando en cuenta las propiedades distintivas de esa especie), para proveer a las especiales circunstancias de la vida humana. La funcionalidad de esta definición se vislumbra, más que en cualquier otro lugar, en la concepción tomista de la propiedad. Dios tiene dominium sobre la naturaleza de las cosas materiales, pero el hombre tiene un dominium efectivo sobre el uso que se les da.  En la ley natural no existe ningún principio que determine si la posesión es, o debería ser, privada o comunal, pero la propiedad privada existe en virtud del Ius Gentium.
Por lo tanto, si la propiedad privada era una convención humana, su regulación estaba dentro de las cosas temporales y por fuera del poder eclesiástico. La única limitación que plantea para el gobernante, es que no puede tomar propiedad de sus súbditos mediante los impuestos más allá de lo que sea necesario.

## La decadencia del agustinismo político
Tras la promulgación de la bula Unam Sanctam –y el episodio de Anagni que llevó a la muerte de Bonifacio VIII–, comenzó la crisis del sacerdotalismo gregoriano y la concepción de la plenitudo potestatis, expresada por los cuatro pensadores más importantes del siglo XIV.
El primer autor en quien reencontramos la alegoría de las dos espadas es el florentino Dante Alighieri, en su obra De Monarchia (1298). Dante es el primer autor que toma partido en contra el poder papal, en estos términos: “Alegan también, del texto de Lucas, lo que Pedro dice a Cristo: ‘He aquí dos espadas’ y afirman que por las dos espadas deben entenderse los dos regímenes; y como Pedro dijo que estaban allí donde él estaba, es decir, junto a él, arguyen que los dos regímenes, según autoridad, residen en el sucesor de Pedro. Y a esto se responde por destrucción del sentido en que se funda el argumento. Nos dicen que las dos espadas alegadas por Pedro significan los dos regímenes: lo que debe totalmente negarse, tanto porque dicha respuesta no era conforme a la intención de Cristo, cuando porque Pedro, según su costumbre, respondía súbitamente a la cosas de acuerdo con sus apariencias” (De la monarquía IX,2).
En esta misma línea de pensamiento se encuentra el franciscano Guillermo de Ockham –en su lucha por la “pobreza franciscana”– intenta destruir el poder temporal del Papa a favor del emperador Luis II de Baviera, su protector. En uno de sus múltiples escritos combativos Ockham, al criticar la “donación de Constantino”, retoma el argumento: “El Papa no tiene por lo regular las dos espadas, a saber, la material y la espiritual, aunque eventualmente las tenga. Y para probar esto ni son suficientes aquellas palabras de Lucas (22, 38): ‘Señor, hay aquí dos espadas’. Porque al decir tales palabras entienden a la letra dos espadas materiales: entenderlas de la espada material y espiritual es interpretar de modo místico. Y el sentido místico, que no es el primero de algunas palabras de las Sagradas Escrituras, no puede aducirse para confirmar lo que viene en el contenido, a menos que se pruebe con claridad por otras palabras de la Escritura o por otra razón evidente. Luego para probar que el Papa tiene ambas espadas es menester recurrir a otra prueba”.
En el mismo sentido se pronuncia el dominico Juan de París, quien analizando la figura de la duo quippe ("dos espadas") señala: “En este caso la Iglesia debe moverse y obrar contra el Papa; el príncipe puede, con moderación, repeler la violencia de la espada papal con su propia espada; y al hacerlo así, no obraría contra el Papa sino contra su enemigo y el enemigo de la república”.
Finalmente, en un contexto similar, Marsilio de Padua escribe en su célebre Defensor pacis: “Todavía se arguye lo mismo de Lucas, 22, donde figura este pasaje: ‘Aquí hay dos espadas’, dijeron los apóstoles respondiendo a Cristo. Pero él, a saber, Cristo, respondió: ‘Basta’. Por las cuales palabras, según la interpretación de algunos, deben entenderse los dos principados en el mundo presente, eclesiástico uno o espiritual, y el otro temporal o seglar. Cuando, pues, Cristo, dirigiendo la palabra a los apóstoles, dijo: ‘Basta’, suple, a vosotros con las dos espadas, parece haber significado que ambas espadas deben pertenecer a la autoridad de ellos, y principalmente a las del bienaventurado Pedro como al principal. Porque si no hubiera querido que les perteneciera la espada temporal, debió decir: ‘Sobra’”.